# Arcipelago di La Maddalena
L'arcipelago di La Maddalena (noto anche come arcipelago della Maddalena; in gallurese Arcipelagu di la Maddalena, in sardo Arcipelagu de sa Madalena) è un gruppo di isole a nord-est della Sardegna, al largo delle coste della Gallura. Tra le più importanti, La Maddalena, Caprera, Santo Stefano, Budelli, Santa Maria, Razzoli, Spargi, oltre ad altre più piccole come gli isolotti Roma, del Cardellino e di Cala Lunga. Se ne contano 62, fra isole e isolotti, per un totale di 180 km di coste. Le uniche isole abitate sono La Maddalena e Caprera, ma vi sono delle case anche a Santa Maria che vengono utilizzate come residenze estive. 
L'arcipelago è una meta ambita dai diportisti per via delle bellezze naturali e delle acque incontaminate color smeraldo. L'intero arcipelago e le sue spiagge, ovvero sia l'area marina che quella terrestre, sono totalmente inclusi all'interno del Parco nazionale Arcipelago di La Maddalena dal 1994; per tale ragione, è necessario munirsi di apposte autorizzazioni rilasciate dal suo ente gestore per l’esercizio di attività di diporto, della pesca sportiva, delle immersioni subacquee e delle attività economiche a mare.

## Geografia
Le isole maggiori sono:
| Isola                  | km²      | Popolazione |
| ---------------------- | -------- | ----------- |
| isola di La Maddalena  | 20,1     | 10399       |
| isola di Caprera       | 15,7     | 77          |
| isola di Spargi        | 4,2      | 0           |
| isola di Santo Stefano | 3        | 0           |
| isola di Santa Maria   | 2        | 0           |
| isola di Budelli       | 1,6      | 0           |
| isola di Razzoli       | 1,5      | 0           |
| Totale:                | 48,1 km² | 10476       |

Le isole minori sono:
- isola di Barrettini
- isola delle Bisce
- isola dei Cappuccini
- isola Chiesa
- isola di Corcelli
- isola di Giardinelli
- isole Le Camere
- isola di Mortorio
- isola della Pecora
- isola Piana
- isola della Presa
- isola del Porco
- isola di Soffi
- isola di Spargiotto
- isole di li Nibani

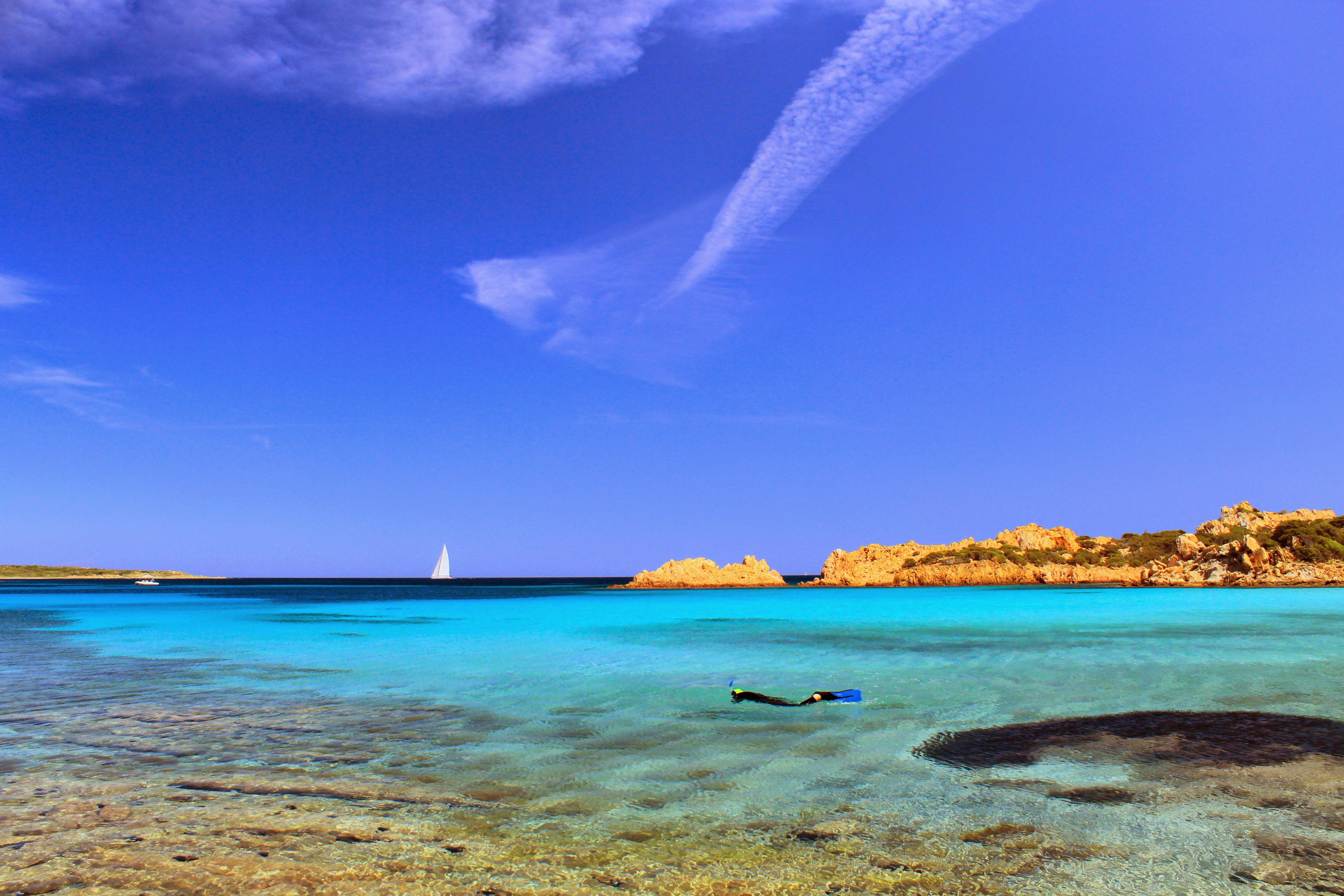
La Maddalena (Baia Trinita)

Gli isolotti e gli scogli affioranti sono:

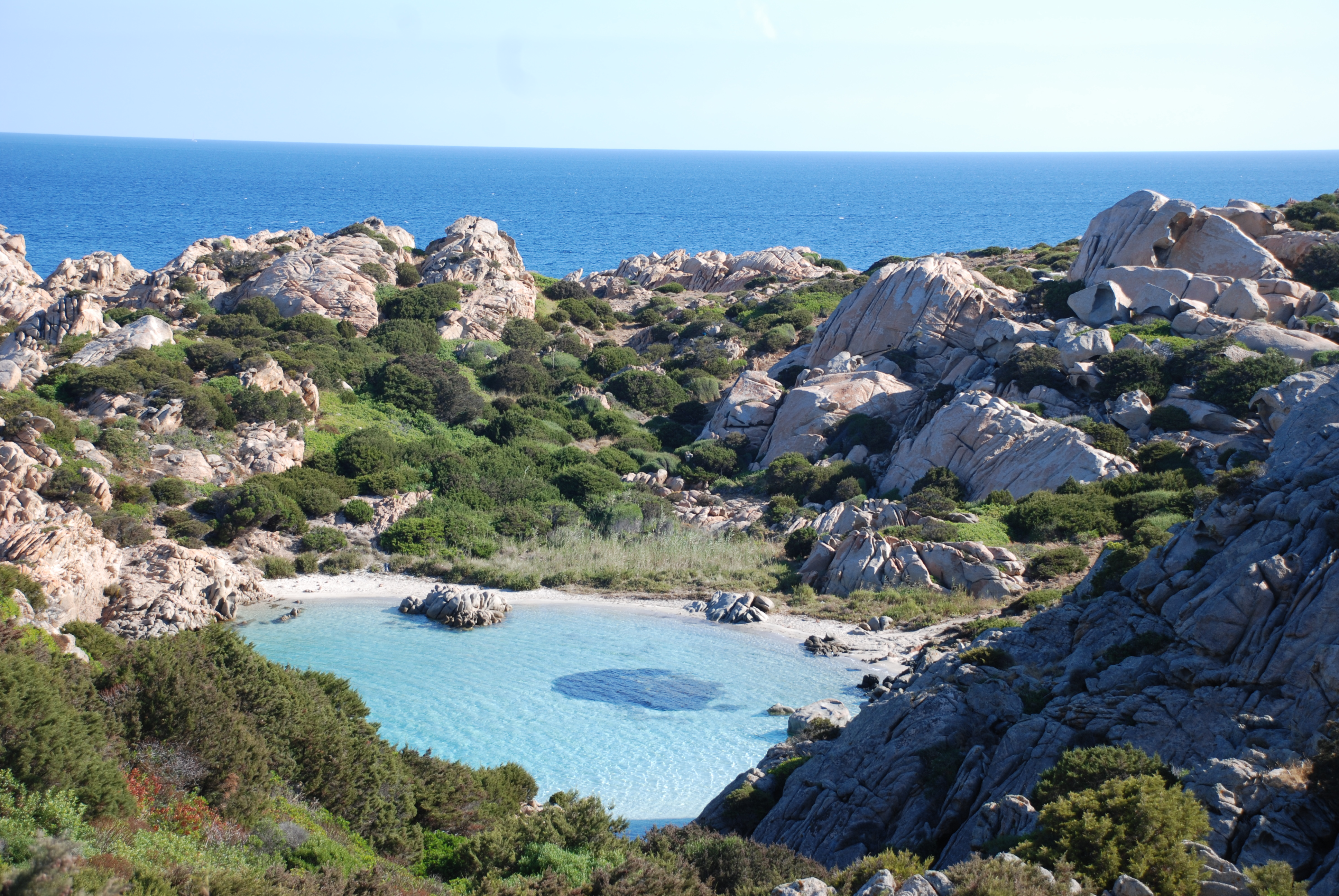
Caprera (Cala Napoletana)

- isola di Abbatoggia
- isola di Barrettinelli di Fuori
- isola di Capicciolu
- isola di Scaviccio
- isole degli Italiani
- isole dei Poveri
- isolotti di Barrettinelli
- isolotti di Cala Lunga
- isolotti dei Monaci
- isolotti di Paduleddi
- isolotti di Stramanari
- isolotto del Cardellino
- isolotto Roma

## Storia
Caprera è nota per aver ospitato Garibaldi durante l'esilio ed è collegata con un istmo artificiale a La Maddalena. 
A partire dalla seconda metà del Settecento, i piemontesi resero La Maddalena una base di appoggio per le navi della Regia marina sarda e l'arcipelago acquisì una posizione strategica nel Mediterraneo. Si cominciarono così a costruire piazzaforti e fortificazioni militari, soprattutto sulle isole Maddalena, Caprera e Santo Stefano. La costruzione di queste strutture avvenne fino alla seconda guerra mondiale e oggi ne restano le rovine, alcune sono ancora visitabili.
Santo Stefano ha ospitato per 36 anni, fino al 2008, una base per sommergibili statunitense.

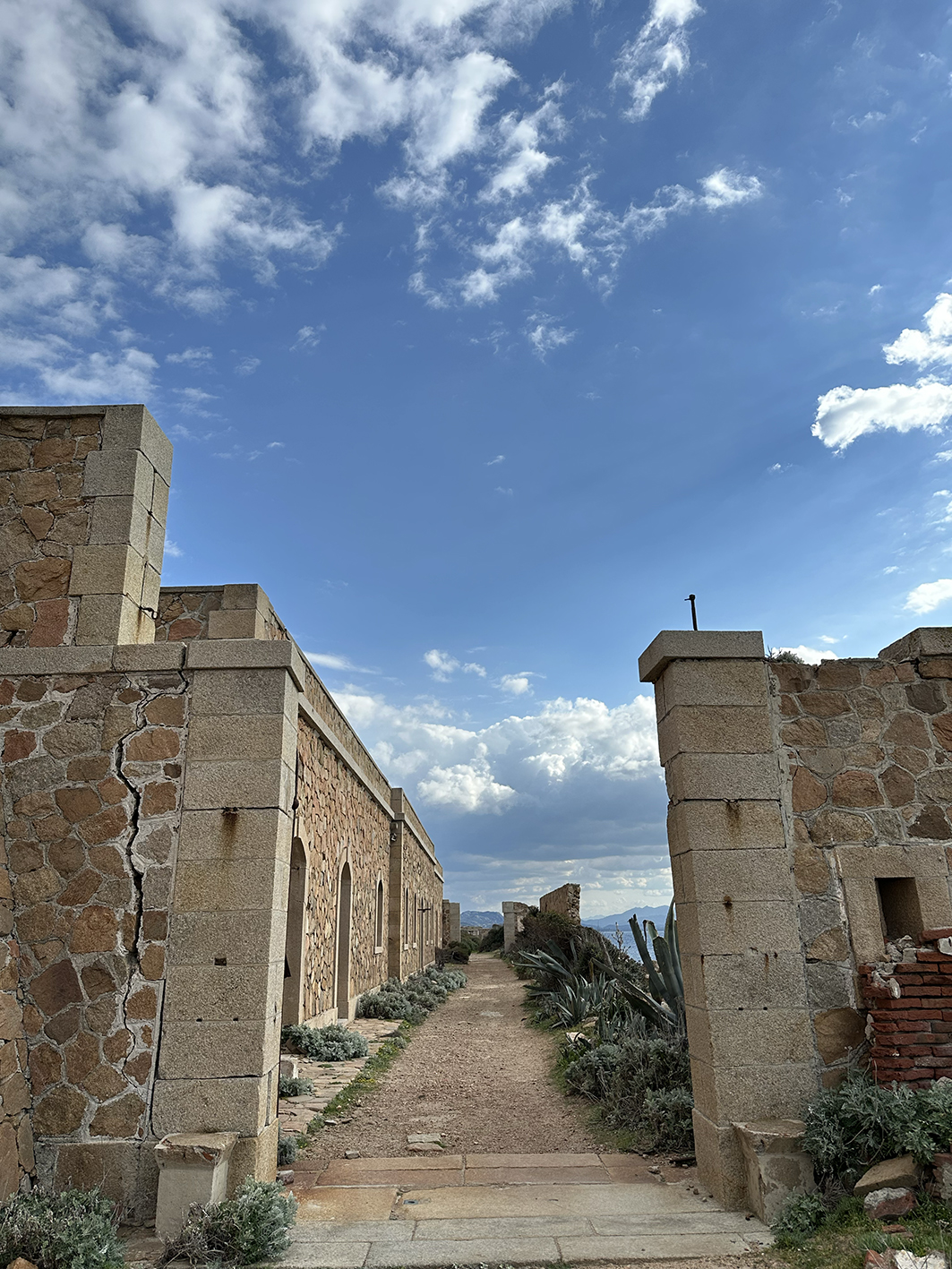
Ingresso della batteria militare di Punta Rossa a Caprera (costruita alla fine dell'800)

## Candidatura UNESCO
L'arcipelago è candidato alla lista dei patrimoni dell'umanità UNESCO.
Essendo parte del Parco geominerario storico ed ambientale della Sardegna dalla sua costituzione nel 2001, con il sito delle cave di granito di Cala Francese, già all'epoca l'UNESCO espresse l'elevato valore della cultura mineraria dell'isola con la sottoscrizione, avvenuta il 30 settembre 1998, della Carta di Cagliari.

## Incidenti
Il 1º gennaio 1994 alle ore 6:35, la nave traghetto francese Monte Stello, con 77 passeggeri più gli uomini di equipaggio e una trentina di auto a bordo, si è incagliata sugli scogli dell'isolotto Barrettini.